# 小行星5360
小行星5360（英語：5360 Rozhdestvenskij）是一颗围绕太阳公转的小行星。1975年11月8日，尼古拉·切爾尼赫在克里米亚发现了此天体。
这颗小行星的绝对星等为18.83482320496308等。